# Euroescepticismo

Una encuesta de 2018 planteó la siguiente pregunta: «Teniendo todo en cuenta, ¿diría Ud. que [país] se ha beneficiado o no de ser un Estado miembro de la Unión Europea?». Los entrevistados respondieron de forma afirmativa en los siguientes porcentajes:
91–100%
81–90%
71–80%
61–70%
51–60%
41–50%

El euroescepticismo es la posición política que critica a la Unión Europea o se opone a la integración europea.Una idea común entre los euroescépticos es que la integración europea debilita la soberanía nacional y el Estado nación. Alegando otros motivos como el "déficit democrático" que hay en la elección de los cargos políticos en las instituciones comunitarias.Su opuesto es el federalismo europeo y el europeísmo. 
El euroescepticismo existe tanto en la izquierda como en la derecha del espectro político, frecuentemente en partidos populistas. Las ideas euroescepticas varían desde la oposición a determinadas políticas o instituciones europeas (euroescepticismo suave) a la salida de la Unión Europea (euroescepticismo fuerte). 

## Argumentaciones
Las personas y organizaciones euroescépticas tienen diferentes ideas que motivan su crítica a la Unión Europea. Algunas de ellas son:
- La defensa de la soberanía estatal por encima de la comunitaria/supranacional. Esto impide la cesión de mayores competencias a las instituciones de la Unión, lo cual frena el proceso de integración. Este motivo ha podido llevar a casos tales como el rechazo de la Constitución Europea por parte de Estados como Francia y los Países Bajos en 2005, y la negativa (inicial) de Irlanda al Tratado de Lisboa en 2008, así como el triunfo de la separación en el referéndum sobre la permanencia del Reino Unido en la Unión Europea en 2016, que tuvo como consecuencia el «Brexit».
- El "déficit democrático" en la elección y designación de altos cargos políticos, como pueden ser el de los presidentes del Consejo Europeo y de la Comisión, siendo este último el más criticado por su alto poder ejecutivo. Dicho argumento realmente no es tan sólido dado que en la elección del presidente de la Comisión sí participan en mayor medida los ciudadanos, tras las elecciones europeas es el Parlamento Europeo quién inviste por mayoría absoluta al candidato propuesto por el Consejo Europeo (este propone en base a los resultados electorales y tras una amplia ronda de consultas por parte de su presidente a los partidos salientes de las elecciones).
- La defensa de los intereses económicos nacionales por encima de los comunitarios frente a la Unión Económica y Monetaria, la Unión Aduanera y el Mercado Único. Por este motivo, países que por sus características demográficas y económicas, aportan más a los presupuestos generales de la Unión de lo que reciben, en ocasiones han puesto trabas a la ampliación del presupuesto de la Unión. El caso emblemático sería el del Reino Unido y el cheque británico.
- El rechazo por las posturas percibidas como imperialistas de la Unión Europea.
- El rechazo de la política económica de la Unión Europea que algunos izquierdistas designan como "neoliberal", y la promoción de una política económica que tenga una orientación más social. Este tipo de euroescepticismo no es, entonces, un rechazo absoluto del sistema europeo o de sus instituciones, sino un rechazo de cómo éstas son utilizadas por los partidos políticos de escala europea en el poder.

## Terminología
Se considera que existen diferentes corrientes euroescépticas, que varían en su posición en el espectro político, las argumentaciones detrás de sus críticas y el grado en el que defienden una menor integración europea. La clasificación más frecuente es la de euroescepticismo suave y fuerte. No obstante, algunos académicos afirman que no existe una frontera real entre ambos tipos.

### Euroescepticismo fuerte
El euroescepticismo fuerte exige la retirada del propio país de la Unión Europea o la disolución/desintegración de esta, considerando a la Unión como un ente no democrático, burocrático y opresor con sus Estados miembros y sus ciudadanos europeos. El ejemplo canónico del euroescepticismo fuerte ha sido el Partido del Brexit de Nigel Farage que finalmente logró su objetivo: que el Reino Unido abandonara la Unión Europea.

### Euroescepticismo suave
El euroescepticismo suave defiende la existencia de la Unión Europea y la pertenencia del país propio a esta, pero rechaza políticas comunitarias específicas (económicas, de migración...) o la construcción de una Europa federal. Es también llamado altereuropeísmo. En el Parlamento Europeo, los partidos euroescépticos soft de izquierda se sientan en el grupo de la Izquierda Unitaria. Los euroescépticos suaves de derecha pertenecen al Grupo de los Conservadores y Reformistas Europeos, una escisión del Partido Popular Europeo, y una pequeña parte de Patriotas por Europa, este último aboga más por la disolución de la Unión Europea.

## En los Estados miembros

### Austria

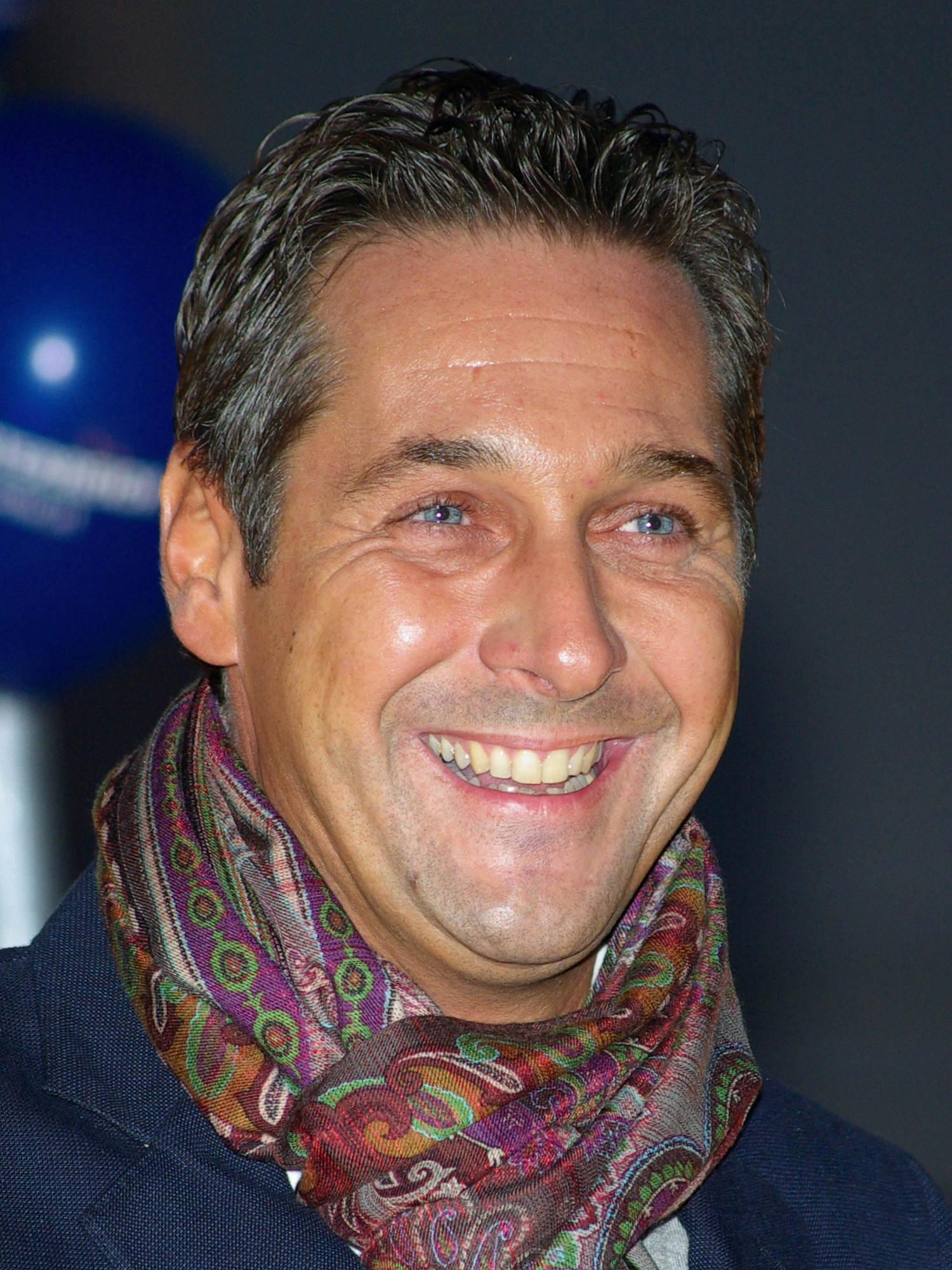
Heinz-Christian Strache, antiguo líder del partido euroescéptico FPÖ

El Partido de la Libertad de Austria (FPÖ), fundado en 1956, es un partido político populista que tiene apoyo entre la población joven y los obreros. Se opuso al acceso de Austria a la Unión Europea en 1994, y se opuso a la introducción del euro en 1998. El partido defiende la salida de Austria si se produce una federación de Europa o si se une Turquía. El FPÖ recibió 51 de 183 escaños en el Consejo Nacional y 16 de 62 escaños en el Consejo Federal, así como 4 de 19 escaños en el Parlamento Europeo.

### Bélgica
Según el Eurostat, en otoño de 2018 el 44 % de la población belga no confiaba en la Unión Europea.

### Francia

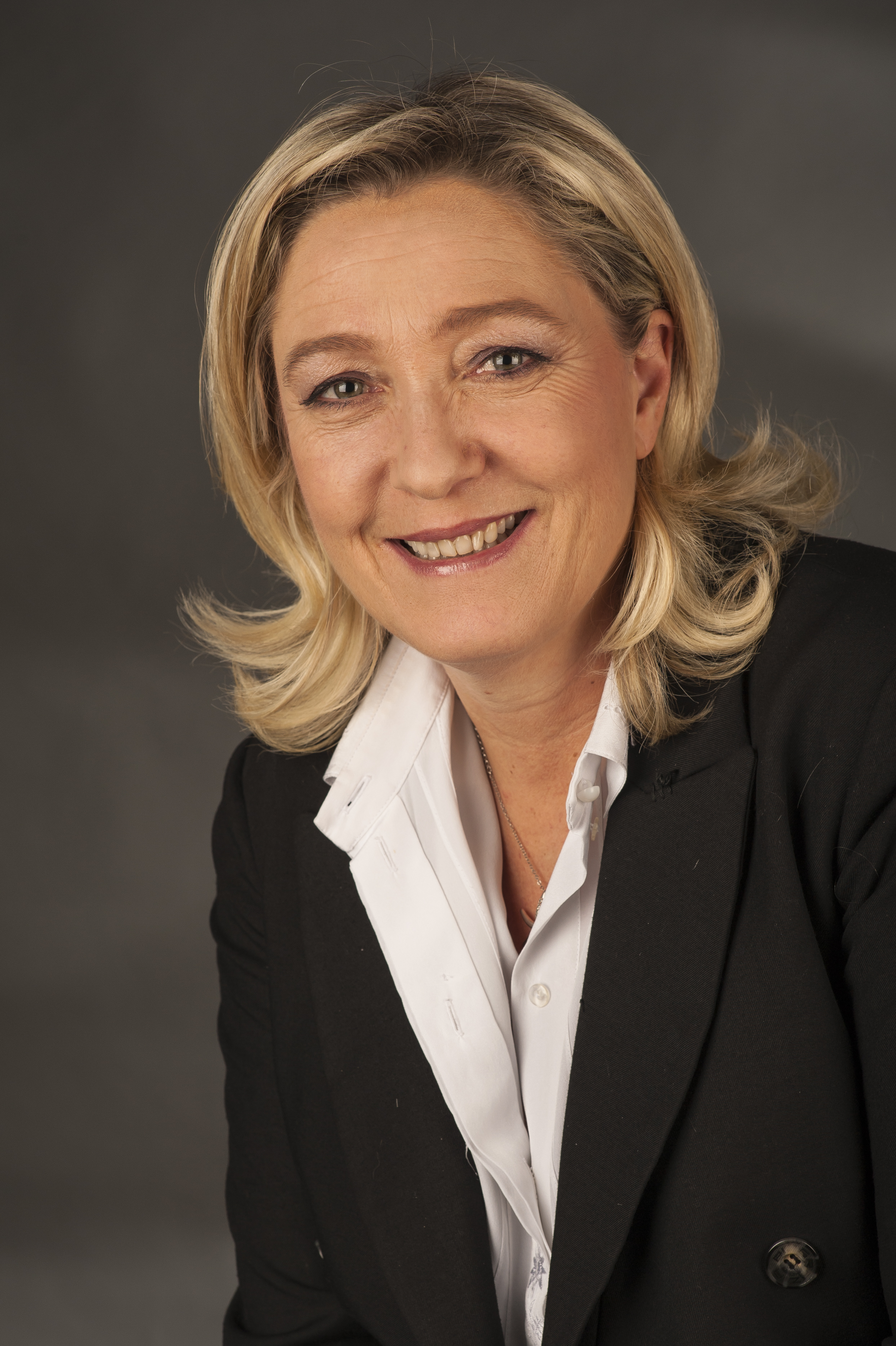
Marine Le Pen, célebre líder política francesa y candidata a la presidencia por el Frente Nacional.

En Francia hay varios partidos que son euroescépticos en diferentes grados, desde la defensa de menos competencias en los asuntos nacionales a la retirada completa de la Unión Europea y de la eurozona. Estos partidos son de tradiciones políticas muy diversas, por lo que sus argumentos pueden ser diferentes. El gaullismo es una crítica a la Unión Europea de derechas.
La izquierda francesa tiende a criticar a la Unión Europea por lo que percibe de una manera peyorativa como políticas "neoliberales" y de elementos antidemocráticos. Entre estos partidos se encuentra el Partido Comunista de Francia y el Frente de Izquierda. Estos partidos han defendido una completa reforma de la unión monetaria, pero no necesariamente la salida de Francia de la eurozona. Otros partidos de extrema izquierda sí tienen ideas euroescépticas, como el Nuevo Partido Anticapitalista o Lucha Obrera.

### Irlanda
El euroescepticismo es minoritario en la República de Irlanda, con las encuestas mostrando un rango de 70% a 92% de apoyo a la Unión Europea.

### Italia
El Movimiento Cinco Estrellas (M5S), movimiento populista formado por el cómico Beppe Grillo, surgió como un partido euroescéptico. Recibió el 25,5 % del voto en las elecciones generales de 2013, convirtiéndose en el mayor partido euroescéptico de Europa. Anteriormente, el partido había defendido un referéndum no vinculante sobre la retirada de Italia de la eurozona (pero no de la Unión Europea) y la vuelta a la lira. Desde entonces, el partido ha suavizado su retórica euroescéptica.

### Hungría
Viktor Orbán, primer ministro de Hungría del partido Fidesz, es un euroescéptico suave. Hasta 2016, Jobbik se consideraba un partido de extrema derecha, hasta que las facciones más extremas abandonaron el partido. 

### Países Bajos
Históricamente, Países Bajos ha sido un Estado generalmente proeuropeo y fue uno de los seis fundadores de la Comunidad Europea del Carbón y del Acero en 1952, además de abogar por la entrada de Reino Unido a la Comunidad en la década de 1970. No obstante, el rechazo a la Constitución europea de 2005 en referéndum fue mayoritario.

## En otros países

### Rusia
Algunos partidos con posiciones euroescépticas son el gobernante Rusia Unida, así como parte de la oposición sistémica: el Partido Comunista de la Federación Rusa y el Partido Liberal Democrático de Rusia.
Las relaciones entre la Unión Europea y Rusia se deterioraron tras la anexión de Crimea en 2014 y las sanciones emitidas por la Unión Europea a modo respuesta. Tras la invasión rusa de Ucrania de 2022, los Estados miembros y la Administración comunitaria actuaron como un bloque unido e iniciaron la denominada respuesta de la Unión a la invasión rusa de Ucrania, a fin de apoyar económica, humanitaria y militarmente a Ucrania y aplicar las mayores sanciones económicas a un país (Rusia) por parte de la UE.